# Axel Gabriel Leijonhufvud
Axel Gabriel Leijonhufvud (ur. 13 września 1717, zm. 19 czerwca 1789) – szwedzki baron, dworzanin, patron sztuk, polityk i wojskowy.  Leijonhufvud był kawalerem księcia następcy tronu (kronprinsens kavaljerer). Należał do stronników Gustawa III. Pełnił funkcję przewodniczącego szwedzkiego parlamentu stanów (lantmarskalk) od 1771 do 1772 roku.
Był jednym z założycieli Szwedzkiej Królewskiej Akademii Muzycznej (Kungliga Musikaliska Akademien), a  7 grudnia 1771 roku jej pierwszym prezesem. 
Miał również miejsce w innej nieco starszej (istniejącej od 1753 roku) Królewskiej Akademii Literatury, Historii i Zabytków (Kungliga Vitterhetsakademien).